# 磯子出入口
磯子出入口（いそごでいりぐち）は、神奈川県横浜市磯子区にある首都高速道路湾岸線のインターチェンジである。
2022年（令和4年）4月1日以降、入口はETC専用となっている。

## 道路
- 国道357号
- 屏風ヶ浦バイパス

## 周辺
- 磯子駅
- 磯子区役所
- JERA南横浜火力発電所
- 日清オイリオ横浜磯子工場

## 隣
首都高速湾岸線
(B02, B03) 杉田出入口 - (B05) 磯子出入口 - (B06) 三渓園出入口